# Dolichotis
Dolichotis é um gênero de roedor da família Caviidae.

## Espécies
- Dolichotis patagonum (Zimmermann, 1780)
- Dolichotis salinicola Burmeister, 1876